# Tog
Et tog er et transportmiddel bestående af en række indbyrdes forbundne vogne, der kører på jernbaneskinner. Vognene kan være trukket af et lokomotiv (tidligere også af heste) eller de kan være selvkørende (togsæt). Solokørende lokomotiver betragtes som tog i køreplansmæssig forstand, da de kan fungere som selvstændige enheder på jernbanenettet og opfylde transportopgaver på samme måde som tog med vogne.
Sporvogne adskiller sig fra tog, ved at køre i gadeplan på sporveje. de kan i nogle tilfælde køre på særskilte baner.

## Togenes inddeling
I Danmark inddeles togene jf. Banedanmarks Sikkerhedsreglement, således:
- Plantog, der er optaget i tjenestekøreplanen
- Ekstratog, der ikke er optaget i tjenestekøreplanen, men kører efter en toganmeldelse, opdeles i
  - særtog
  - behovstog
  - arbejdstog
  - snerydningstog
  - Prøvetog
- Hjælpetog, der er et plan- eller ekstratog, som skal yde hjælp i forbindelse med uheld eller til et nedbrudt tog (tog, der ikke selv kan køre videre)

## Togtyper
- Persontog - Transport af personer. Der kan skelnes mellem en række forskellige typer persontog, idet betegnelserne varierer fra land til land og også over tid:
  - Metrotog - Lokal trafik i storbyer med mange stop, evt. i tunnel eller på højbane.
  - Regionaltog - Lokal og regional trafik med mange stop.
  - InterCity - Landsdækkende tog med færre stop.
  - Lyntog - Landsdækkende tog med få stop.
  - Letbanetog - Tog beregnet til let last, oftest med kørsel i egen trace i og imellem større bydele.
  - Højhastighedstog - Meget hurtige tog med få stop, evt. på særligt indrettede højhastighedsbaner.
- Posttog - til transport af bref- og pakkepost - og evt. i begrænset omfang også passagerer
- Godstog - Transport af næsten alle former for gods.
- Veterantog - Tog bestående af materiel der ikke længere bruges i daglig drift men som f.eks. kan køre med turister.
- Materieltog - Tog der ikke medtager passagerer eller gods men bare skal flyttes fra et sted til et andet.